# 明山头镇
明山头镇，是中华人民共和国湖南省益阳市南县下辖的一个乡镇级行政单位。

## 行政区划
明山头镇下辖以下地区：
新村社区、创业社区、明山村、大木桥村、红卫村、创业村、建商村、立新村、立民村、永丰村、永强村、永胜村、四新村、疏河村、南豆刂村、四千弓村、平伏村、丰安村、合垸村、湖子口村、小港村和护丰村。